# Byduvalli Estate, Mudigere
Byduvalli Estate là một làng thuộc tehsil Mudigere, huyện Chikmagalur, bang Karnataka, Ấn Độ.